# Anton Nilson

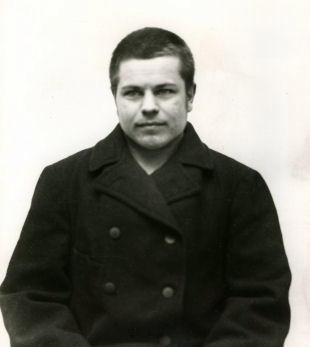
Anton Nilson (Anfang der 1930er-Jahre)

Anton Nilson (* 11. November 1887 in Norra Sandby, Schonen; † 16. August 1989 in Stockholm-Enskede) war ein schwedischer Sozialist und Terrorist.
1908 wurde er für einen Bombenanschlag mit einem Toten und 23 Verletzten auf das Schiff Amalthea, auf welchem britische Streikbrecher im Hafen von Malmö untergebracht waren, zum Tode verurteilt. Das Urteil wurde vor der Vollstreckung jedoch in lebenslange Zwangsarbeit geändert. Der Fall erregte über Jahre vor allem in der Arbeiterbewegung großes, auch internationales, Aufsehen. Am 1. Mai 1917 konnte ein Versuch von 10.000 Arbeitern, Nilson aus dem Gefängnis in Härnösand zu befreien, nur durch einen Militäreinsatz vereitelt werden.
Im Oktober 1917 wurde Nilson begnadigt und ließ sich danach an der Flugschule Ljungbyhed bei Klippan vom Bankier Olof Aschberg finanziert zum Piloten ausbilden. 1918 reiste Nilson zusammen mit Ture Nerman nach Russland, wo durch die Oktoberrevolution die Bolschewiki an die Macht gelangt waren. Für die Rote Armee war er im Russischen Bürgerkrieg von 1918 bis 1920 Pilot, aber auch Berater für die zivile Luftfahrt. So engagierte er sich für die Einrichtung von Flugverbindungen nach Schweden und den Ankauf von Luftfahrtmaterial aus verschiedenen europäischen Staaten. Nach dem Krieg blieb er als Mitglied der Kommunistischen Partei der Sowjetunion in der Sowjetunion.
1926, mit dem Aufkommen des Stalinismus in der Sowjetunion, kehrte Nilson nach Schweden zurück, blieb aber im linken Parteienspektrum politisch aktiv.
Anton Nilsons Grab befindet sich auf dem Stockholmer Skogskyrkogården (Waldfriedhof).